# Шпанска мушица
Шпанска мушица (Lytta vesicatoria) је апосематска смарагднозелена буба тврдокрилац из породице мајаца (Meloidae). Распрострањена је широм Евроазије.
Врста и друге из њене породице коришћене су у традиционалним апотекарским препаратима као „кантариди“. Инсект је извор терпеноидног кантаридина, токсичног средства за лијечење пликова који се некада користио као афродизијак. Супстанца је такође нашла кулинарску употребу у неким мјешавинама севјерноафричких зачина Ras el hanout. Њене различите наводне користи су одговорне за случајна тровања, укључујући тровања Симона Боливара и Џорџа Вашингтона. 

## Етимологија и таксономија
Родно име је од грчког λυττα (лита), што значи борилачки бијес, бијесно лудило, бахично лудило или бјеснило. Специфичан назив је изведен од латинске ријечи vesica, што значи жуљ.
Lytta vesicatoria се раније звала Cantharis vesicatoria, иако је род Cantharis у неповезаној породици, Cantharidae, која је позната као бубе војници. Била је погрешно класификована све док дански зоолог — Јохан Кристијан Фабрицијус, није исправио њено име у својој књизи „Systema entomologiae“, 1775. Он је поново класификовао шпанску мушицу као типску врсту новог рода Lytta, у породици Meloidae.

## Опис и екологија
Одрасла шпанска мушица је витка, има меко тијело металног и преливеног златно-зеленог инсекта, једног из породице жутих буба. Приближно је 5 mm широка и 20 mm дугачка.
Женка полаже оплођена јаја на земљу, близу гнијезда пчеле самице која се гнијезди на земљи. Ларве су веома активне чим се излегу. Пењу се на цвијетну биљку и чекају долазак пчеле самице. Закаче се за пчелу користећи три канџе на ногама које ларви првог узраста дају име, triungulins, од латинских ријечи tri (три) и ungulus (канџа). Пчела носи ларве назад у своје гнијездо, гдје се хране пчелињим ларвама и залихама хране пчела. Ларве су, због тога, негдје између предатора и паразита. Активне ларве се митаре у веома различите, типичније скарабеоидне ларве за преостала два или више нивоа, у типу развоја који се зове хиперметаморфоза. Одрасле јединке излазе из пчелињег гнијезда и лете до дрвенастих биљака којима се хране.
Одбрамбени хемијски кантаридин, по коме је буба позната, синтетишу само мужјаци; женке га добијају од мужјака током парења, пошто их сперматофор садржи. Ово може да буде брачни поклон, повећавајући вриједност парења за женку, а самим тим повећавајући репродуктивну способност мужјака. Зоолози истичу да упадљива обојеност, присуство снажног токсина и агресивно понашање одраслих у очима свих грабљиваца снажно сугеришу апосематизам међу врстама из породице Meloidae.

## Распон и станиште
Шпанска мушица се налази широм Евроазије, иако је углавном јужноевропска врста, са неким примјерима на југу Велике Британије и Пољске.
Одрасле бубе се првенствено хране лишћем јасена, јоргована, амурског лишута, козокрвине и бијеле врбе. Повремено се налазе на шљиви, ружи и бријесту.

## Односи са људима

### Припрема кантаридина
Кантаридин, главну активну компоненту у препаратима од шпанске мушице, први је изоловао и назвао 1810. године француски хемичар Пјер Робик, који је открио бројне аминокисјелине и показао је да је кантаридин главни агенс одговоран за агресивно стварање мјехурића на овојници јаја ових инсеката. У то вријеме се тврдило да је отрован као и најнасилнији отрови тада познати, као што је стрихнин.
Свака буба садржи око 0,2—0,7 mg кантаридина, при чему мужјаци имају знатно више од женки. Буба лучи агенс орално и излучује га из својих зглобова као млијечну течност. Потенцијал инсеката као агенса за лијечење пликова позната је од антике и активност се користила на различите начине. То је довело до његове мале комерцијалне припреме и продаје, у облику праха познатог као кантарид (од множине грчког κανθαρις, кантарис, буба), добијеног од сушених и мљевених буба.
Здробљени прах је жуто-браон до браон-маслинасте боје са преливим одсјајима, непријатног је мириса и горког је укуса. Кантаридин, активни агенс, је терпеноид, а производе га и неки други инсекти, као што је Epicauta immaculata. У свом природном облику, кантаридин лучи мужјак бубе и даје женки као копулативни дар током парења. Након тога, женка буба њиме покрива своја јаја као одбрану од предатора.

### Токсичност и тровања
Кантаридин је опасно отрован, инхибира ензим фосфатаза 2А. Изазива иритацију, стварање пликова, крварење и нелагодност. Ови ефекти могу ескалирати до ерозије и крварења слузокоже у сваком систему, а понекад су праћени тешким гастроинтестиналним крварењем и акутном тубуларном некрозом и деструкцијом гломерула, што резултира гастроинтестиналном и бубрежном дисфункцијом, отказивањем органа и смрћу.
Препарати шпанске мушице и њен активни агенс су умијешани и у ненамјерна и намјерна тровања. Венецуелански лидер — Симон Боливар, је можда случајно отрован примјеном шпанске мушице. Артур Кендрик Форд је 1954. затворен због ненамјерне смрти двије жене којима су кришом дате бомбоне са кантаридином, који је требало да дјелује као афродизијак. Претпоставља се да је Џорџ Вашингтон лијечен шпанском мушицом од епиглотитиса, стања које је изазвало његову смрт.

### Употреба у кулинарству
У Мароку и другим дјеловима Сјеверне Африке, у мјешавине зачина познате као ras el hanout, понекад су биле укључене као мањи састојак „зелене металне бубе“, за које се претпоставља да су Lytta vesicatoria, иако је њихова продаја на мароканским тржиштима зачина забрањена 1990-их. Давамеск, намаз или џем направљен у Сјеверној Африци и који садржи хашиш, пасту од бадема, орахе од пистаћија, шећер, кору поморанџе или тамаринда, каранфилић и друге разне зачине, повремено је укључивао и кантариде.

### Остале употребе
У древној Кини, бубе су мијешане са људским изметом, арсеном и једићем, да би се направила прва забиљележена прљава бомба на свијету.
У Античкој Грчкој и Риму, шпанска мушица је коришћена за лијечење кожних болести, док је у средњовјековној Персији, исламска медицина примјењивала шпанску мушицу, названу ḏarārīḥ, како би спријечила бјеснило.